# 작은넓적코박쥐속
작은넓적코박쥐속(Scotorepens)은 애기박쥐과에 속하는 박쥐 속의 하나이다. 오스트레일리아에 널리 분포하며, 북쪽으로 파푸아뉴기니와 인도네시아에서도 발견된다.

## 특징
작은 박쥐로 몸길이가 37~65mm이고, 전완장은 27~40mm이다. 꼬리 길이는 25~42mm, 몸무게는 최대 18g이다. 두개골은 편평하고 주둥이는 비교적 얇다. 등 쪽 털은 황갈색과 올리브색 등 다양한 반면에 배 쪽은 밝다.

## 분포
티모르섬과 뉴기니섬, 오스트레일리아에 널리 분포한다.

## 하위 종
4종이 알려져 있다.
- 내륙넓적코박쥐 또는 서부넓적코박쥐 (S. balstoni)
- 작은넓적코박쥐 (S. greyii)
- 동부넓적코박쥐 (S. orion)
- 북부넓적코박쥐 (S. sanborni)